# Fairport Convention
Fairport Convention es un grupo de folk rock británico, pionero en el uso de instrumentos eléctricos. La banda se formó en abril de 1967 y pasó rápidamente de hacer versiones de grupos estadounidenses de la Costa Oeste a un estilo peculiar que combinaba el rock con melodías y canciones tradicionales inglesas. En su disco más importante, Liege and Lief, el grupo estaba formado por Sandy Denny, Ashley Hutchings, Dave Mattacks, Simon Nicol, Dave Swarbrick y Richard Thompson.
Tras numerosos cambios en la formación durante su primera década de existencia, Fairport Convention se disolvió temporalmente en 1979, pero siguió reuniéndose cada año para un concierto conmemorativo, hasta que retomó la actividad en 1985. Desde entonces, el grupo se ha mantenido activo y sigue tocando en directo y grabando discos de forma regular.[cita requerida]

## Discografía

### Álbumes de estudio
| - 1968 - Fairport Convention - 1969 - What We Did on Our Holidays (Fairport Convention en EE. UU.) - 1969 - Unhalfbricking - 1969 - Liege & Lief - 1970 - Full House - 1971 - Angel Delight - 1971 - Babbacombe Lee - 1972 - The Manor Album (no lanzado) - 1973 - Rosie - 1973 - Nine - 1975 - Rising for the Moon - 1976 - Gottle O'Geer (con Dave Swarbrick) - 1977 - The Bonny Bunch of Roses - 1978 - Tipplers Tales - 1985 - Gladys' Leap | - 1986 - Expletive Delighted! - 1987 - Heyday - 1987 - In Real Time: Live '87 - 1989 - Red & Gold - 1990 - The Five Seasons - 1995 - Jewel in the Crown - 1996 - Old New Borrowed Blue - Studio/Live, credited to "Fairport Acoustic Convention" - 1997 - Who Knows Where the Time Goes? - 1999 - The Wood and the Wire - 2002 - XXXV - 2004 - Over the Next Hill - 2007 - Sense of Occasion - 2011 - Festival Bell - 2012 - By Popular Request - 2015 - Myths and Heroes - 2017 - 50:50@50 |

### Álbumes en vivo
| - 1974 - Fairport Live Convention (A Moveable Feast en EE. UU.) - 1977 - Live at the L.A. Troubadour (grabado en septiembre de 1970) - 1979 - Farewell Farewell (aka Encore Encore) - 1982 - Moat On The Ledge - Live At Broughton Castle (grabado el 15 de agosto de 1981) - 1986 - House Full: Live at the L.A. Troubadour (grabado en septiembre de 1970) - 1994 - 25th Anniversary Concert - 1997 - Encore, encore - 1998 - The Cropredy Box (CD triple) - 1999 - Cropredy 98 - 2000 - Kind Fortune (CD doble: uno en vivo, el otro recopilatorio) - 2002 - From Cropredy to Portmeirion (grabado en 1990) - 2002 - The Airing Cupboard Tapes (grabado en 1971-1974) - 2002 - Cropredy 2002 (CD doble) | - 2004 - The Quiet Joys of Brotherhood (CD doble + DVD con entrevistas, grabado en Cropredy 1986-1987) - 2004 - Cropredy Capers: 25 Years of Fairport Convention and Friends at Cropredy Festival (CD cuádruple) - 2005 - Journeyman's Grace - 2005 - Acoustically Down Under (grabado en 1996) - 2006 - Off The Desk - 2007 - Live at the BBC - 2007 - Who Knows? 1975 - 2007 - On the Ledge (CD doble, concierto por su 35º aniversario) - 2008 - Live At Cropredy '08 - 2012 - Babbacombe Lee Live Again |

### Álbumes recopilatorios
| - 1972 - The History of Fairport Convention - 1975 - Tour Sampler - 1976 - Fairport Chronicles - 1983 - Folk With Poke (Instrumentals And Sloth) - 1991 - The Woodworm Years - 1995 - A Chronicle of Sorts 1967 - 1969 - 1999 - Meet On the Ledge: The Classic Years 1967-1975 (CD doble) - 1999 - Fiddlestix: The Best of Fairport, 1970-1984 | - 2001 - Some of Our Yesterdays - 2002 - Fairport Convention - 2002 - Then & Now 1982 - 1996: The Best of Fairport Convention - 2003 - Rhythm Of The Times (1985 - 1990) - 2003 - Shines Like Gold (CD triple) - 2003 - Across the Decades (CD doble) - 2009 - Fame and Glory |

### Colectivos
- 1999 - Philadelphia Folk Festival - 40th Anniversary